# ブライアン・モラン (野球)
ブライアン・ウィリアム・モラン（Brian William Moran, 1988年9月30日 - ）は、アメリカ合衆国ニューヨーク州ウエストチェスター郡ポート・チェスター出身のプロ野球選手（投手）。左投左打。MLBのアトランタ・ブレーブス傘下所属。
実弟は同じくメジャーリーガーのコリン・モラン。元メジャーリーガーのB.J.サーホフとリック・サーホフは叔父にあたる。

## 経歴

### プロ入りとマリナーズ傘下時代
2009年のMLBドラフト7巡目（全体204位）でシアトル・マリナーズから指名され、プロ入り。契約後、傘下のアパラチアンリーグのルーキー級プラスキ・マリナーズでプロデビュー。6試合に登板して1勝0敗2セーブ、防御率3.72、14奪三振を記録した。7月にA級クリントン・ランバーキングスへ昇格。12試合に登板して0勝3敗、防御率2.89、17奪三振を記録した。
2010年はまずA級クリントンで22試合に登板し、4勝1敗3セーブ、防御率1.34、48奪三振を記録した。7月にA+級ハイデザート・マーベリックスへ昇格。17試合に登板して2勝0敗1セーブ、防御率1.42、29奪三振を記録した。9月にAA級ウエストテン・ダイヤモンドジャックスへ昇格。2試合に登板して防御率13.50だった。
2011年はAA級ジャクソン・ジェネラルズでプレーし、45試合に登板して5勝3敗、防御率4.60、63奪三振を記録した。
2012年はまずAA級ジャクソンでプレーし、24試合に登板して1勝2敗、防御率1.14、29奪三振を記録した。6月にAAA級タコマ・レイニアーズへ昇格。23試合に登板して3勝3敗2セーブ、防御率3.89、53奪三振を記録した。
2013年はAAA級タコマでプレーし、48試合に登板して2勝5敗4セーブ、防御率3.45、85奪三振を記録した。
2013年12月に行われたルール・ファイブ・ドラフトでトロント・ブルージェイズから指名されたが、すぐにロサンゼルス・エンゼルスへ移籍した。
2014年3月29日に左肘の故障で、15日間の故障者リスト入りした。4月8日にトミー・ジョン手術を受けることが発表され、13日に60日間の故障者リストへ異動した。この手術のため、同年は全休した。その後、ルール・ファイブ・ドラフトの規定に基づき、10月30日にマリナーズへ返却された。
2015年12月15日に再びルール・ファイブ・ドラフトで今度はクリーブランド・インディアンスから指名されたが、2016年3月31日に自由契約となった。

### 独立リーグ時代
2016年4月7日に独立リーグであるアトランティックリーグのブリッジポート・ブルーフィッシュと契約した。

### ブレーブス傘下時代
2016年8月10日にアトランタ・ブレーブスとマイナー契約を結び、傘下のAAA級グウィネット・ブレーブスへ配属された。

### オリオールズ傘下時代
2016年12月8日にウェイバー公示を経てボルチモア・オリオールズ傘下のAAA級ノーフォーク・タイズへ移籍した。

### 独立リーグ復帰
2017年4月11日に再び独立リーグのブリッジポート・ブルーフィッシュと契約した。

### ドジャース傘下時代
2017年7月14日にロサンゼルス・ドジャースとマイナー契約を結び、翌15日にAA級タルサ・ドリラーズへ配属された。2018年7月14日に自由契約となった。

### ロッキーズ傘下時代
2018年7月17日、コロラド・ロッキーズとマイナー契約を結び、翌18日にAA級ハートフォード・ヤードゴーツへ配属された。オフの11月2日にFAとなった。

### マーリンズ時代
2018年12月3日にマイアミ・マーリンズとマイナー契約を結び、2019年のスプリングトレーニングに招待選手として参加することになった。
2019年、開幕から傘下のAAA級ニューオーリンズ・ベビーケークスで43試合に登板して2勝3敗、防御率3.15の好成績を残すと、ロースター枠の広がった9月3日に昇格。5日のピッツバーグ・パイレーツ戦で初登板を迎え、実弟であるコリン・モランを見逃し三振に取るなど1イニングを無失点で切り抜けた。その後チームは逆転したため、メジャー初登板でメジャー初勝利を得た。また兄弟選手が投手対野手かつ、別のチームの選手として対戦したのはメジャー史上初の出来事だった。
2020年1月15日にスティーブン・タープリーの加入に伴ってDFAとなり、17日に自由契約となった。

### ブルージェイズ時代
2020年2月7日にブルージェイズとマイナー契約を結び、スプリングトレーニングに招待選手として参加することになった。7月23日にメジャー契約を結んで40人枠入りした。

### マーリンズ復帰
2020年8月2日にウェイバー公示を経てマーリンズへ移籍した。オフの10月28日にFAとなった。

### レイズ傘下時代
2021年2月12日にタンパベイ・レイズとマイナー契約を結び、スプリングトレーニングに招待選手として参加することになった。
この年のメジャーでの出場はなかった。

### エンゼルス時代
2021年11月24日にロサンゼルス・エンゼルスとマイナー契約を結んだ。
2022年4月10日にホセ・キハダが怪我で離脱したことに伴い、28人枠入りして2年ぶりにメジャーに昇格した。1試合に登板したのち、4月18日にDFAとなった。4月21日にマイナー契約でAAA級ソルトレイク・ビーズに配属された。ソルトレイクでは45試合に登板し、5勝2敗、防御率4.07という成績を残した。オフの10月7日にFAとなった。

### ブレーブス傘下復帰
2023年1月30日にアトランタ・ブレーブスとマイナー契約を結んだ。AAA級グウィネット・ストライパーズで38試合に登板し、2勝1敗2セーブ、防御率3.21を記録した。オフの11月6日にFAとなった。
2024年はAAA級グウィネットで27試合に登板し、2勝1敗、防御率5.91を記録した。

## 詳細情報

### 年度別投手成績
| 年 度    | 球 団    | 登 板 | 先 発 | 完 投 | 完 封 | 無 四 球 | 勝 利 | 敗 戦 | セ 丨 ブ | ホ 丨 ル ド | 勝 率 | 打 者 | 投 球 回 | 被 安 打 | 被 本 塁 打 | 与 四 球 | 敬 遠 | 与 死 球 | 奪 三 振 | 暴 投 | ボ 丨 ク | 失 点 | 自 責 点 | 防 御 率 | W H I P |
| -------- | -------- | ----- | ----- | ----- | ----- | -------- | ----- | ----- | -------- | ----------- | ----- | ----- | -------- | -------- | ----------- | -------- | ----- | -------- | -------- | ----- | -------- | ----- | -------- | -------- | ------- |
| 2019     | MIA      | 10    | 0     | 0     | 0     | 0        | 1     | 0     | 0        | 2           | 1.000 | 29    | 6.1      | 6        | 1           | 2        | 1     | 2        | 10       | 0     | 0        | 3     | 3        | 4.26     | 1.26    |
| 2020     | MIA      | 5     | 0     | 0     | 0     | 0        | 1     | 0     | 0        | 0           | 1.000 | 22    | 3.2      | 5        | 1           | 6        | 0     | 0        | 6        | 0     | 0        | 5     | 5        | 12.27    | 3.00    |
| 2020     | TOR      | 2     | 0     | 0     | 0     | 0        | 0     | 0     | 0        | 0           | ----  | 4     | 1.0      | 1        | 0           | 0        | 0     | 0        | 1        | 0     | 0        | 0     | 0        | 0.00     | 1.00    |
| '20計    | TOR      | 7     | 0     | 0     | 0     | 0        | 1     | 0     | 0        | 0           | 1.000 | 26    | 4.2      | 6        | 1           | 6        | 0     | 0        | 7        | 0     | 0        | 5     | 5        | 9.64     | 2.57    |
| MLB：2年 | MLB：2年 | 17    | 0     | 0     | 0     | 0        | 2     | 0     | 0        | 2           | 1.000 | 55    | 11.0     | 12       | 2           | 8        | 1     | 2        | 17       | 0     | 0        | 8     | 8        | 6.55     | 1.82    |

- 2020年度シーズン終了時

### 年度別守備成績
| 年 度 | 球 団 | 投手（P） | 投手（P） | 投手（P） | 投手（P） | 投手（P） | 投手（P） |
| 年 度 | 球 団 | 試 合     | 刺 殺     | 補 殺     | 失 策     | 併 殺     | 守 備 率  |
| ----- | ----- | --------- | --------- | --------- | --------- | --------- | --------- |
| 2019  | MIA   | 10        | 0         | 1         | 0         | 0         | 1.000     |
| MLB   | MLB   | 10        | 0         | 1         | 0         | 0         | 1.000     |

- 2019年度シーズン終了時

### 背番号
- 28（2016年）
- 63（2019年）
- 48（2020年 - 同年8月1日）
- 60（2020年8月5日 - 同年終了）
- 58（2022年）